# Hegel (album)
Osmnácté a poslední z tradiční diskografie Battistiho album Hegel se v roce 1994 v Itálii stalo po dobu jednoho týdne 11. nejprodávanějším albem a 68. nejprodávanějším v celém roce 1994. Je posledním z pěti alb, které vytvořil s básníkem Pasqualem Panellou. Aranžmá skladeb je techno. Bylo nahráno v Londýně.
Jediné album, které nebylo vydané jako LP. Typické texty od Panelly byly ještě doplněny myšlenkami německého filosofa Hegela, na něhož odkazuje ve dvou písních: Hegel a Tubinga (dle města Tübingen v Německu).
Album opěr vyšlo v nakladatelství Numero Uno, což přispívá teorii, že po jeho vydání spolu začali Battisti a Mogol zase spolupracovat, avšak nikdo to nikdy nepotvrdil a neví se o žádném společném díle. Battisti zemřel v o čtyři roky později, v 55 letech.

## Seznam skladeb
1. Almeno l'inizio 4:55
2. Hegel 5:11
3. Tubinga 4:49
4. La bellezza riunita 5:02
5. La moda nel respiro 4:18
6. Stanze come questa 4:33
7. Estetica 5:06
8. La voce del viso 4:12

## Skupina
- klávesy: Lyndon Connah
- bicí: Andy Duncan